# 카비르

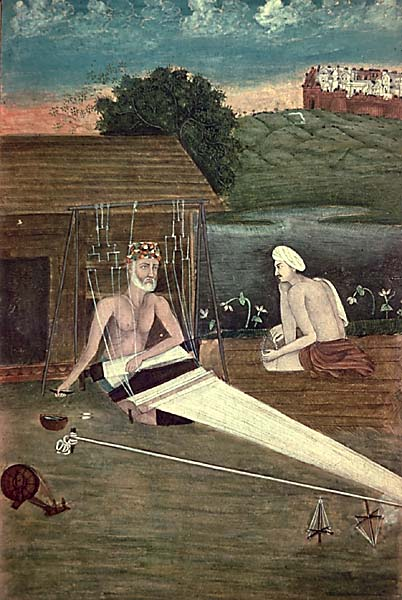

카비르(영어: Kabir, 힌두어: कबीर, 펀자브어: ਕਬੀਰ, 우루두어: کبير, 1440∼1518)는 인도의 철학자, 성자, 시인이다. 원래 비나레스 브라만 계급의 한 과부의 아들이었으나 길거리에 버려진 것을 이슬람 교도의 방직공 부부가 양육하였다고 전해진다. 그러나 비슈누파의 수행자(修行者) 라마난다를 사사(師事)한 뒤부터 유일절대신(唯一絶對神)인 라마(Rama), 즉 범(梵)에 대한 신애(信愛)를 통한 해탈을 주장하였다. 그 설은 힌두교를 근간으로 하면서도 이슬람 교도에 대해서까지 똑같은 해탈을 주장하여 이슬람교·힌두교의 차이를 초월하는 것이 되었다.
예컨대 우상 숭배나 고행, 카스트를 부인하고 일신숭배 등의 이슬람교(특히 수피파)적인 영향을 많이 볼 수 있다. 카비르 자신이 방직공으로서의 세속적인 직업을 가졌으며, 더구나 힌디의 속어(俗語)로 설법했기 때문에 그 가르침은 널리 번져 이윽고 이슬람교의 시칸다르 로디왕(王)과 대립, 여러 나라를 방황한 끝에 죽었다.
그의 작품들은 박티 운동에 큰 영향을 주었다.

## 같이 보기
- 수르다스
- 칼리다사
- 툴시다스

## 참고 문헌
- 이 문서에는 다음커뮤니케이션(현 카카오)에서 GFDL 또는 CC-SA 라이선스로 배포한 글로벌 세계대백과사전의 내용을 기초로 작성된 글이 포함되어 있습니다.